# Huevo de gallinas camperas

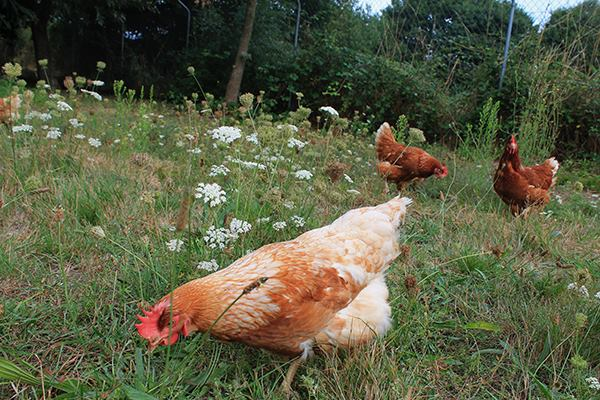
Gallinas en libertad de Pazo de Vilane, Antas de Ulla.

Comparación del espacio entre gallinas en jaulas en batería (arriba) versus al aire libre (abajo)

El huevo de gallinas camperas o también llamado huevo campero o huevo de campo es el huevo proviene de gallinas que son criadas en libertad. Las aves que viven en este tipo de granjas salen al aire libre a picotear, escarbar y darse baños de arena y cada una cuenta con hasta cuatro metros cuadrados para andar. El gallinero es el lugar en donde se alimentan y duermen durante la noche. Este tipo de crianza avícola se encuentra contemplada dentro de la certificación de felicidad animal como "gallinas felices".
La diferencia fundamental del huevo de gallinas camperas respecto al  huevo convencional, es que las gallinas pueden salir de los corrales a andar y a comer pastos frescos. Las aves criadas en libertad obtienen nutrientes diversos de la naturaleza, que se trasladan a las personas que consumen el huevo de gallinas camperas.
La yema del huevo de gallinas camperas presenta un color más intenso. Esta aporta la tercera parte del peso total del huevo y su función biológica es la de aportar nutrientes y calorías, así como la vitamina A, tiamina y hierro. El color amarillo de la yema no proviene del β-caroteno (color naranja de algunas verduras) sino de las xantófilas que la gallina obtiene de la alfalfa y de los diversos granos de cereales. 
El huevo de gallinas camperas solo es equiparable al ecológico ya que la única diferencia entre ambos es la catalogación del pienso como ecológico con el que se alimentan las gallinas.
En la actualidad, se realizan diversos estudios orientados a investigar la composición nutricional del huevo de gallinas camperas y ecológicos, ya que en principio, se afirma que es idéntica a la de los convencionales. 
Sin embargo, son muchos los investigadores que aseguran que la falta de sol, la falta de movimiento y el estrés del animal repercuten en la calidad del huevo que ponen. En ese sentido, un grupo de investigadores de la Unidad de Toxicología del Departamento de Ciencias Clínicas de la Universidad de Las Palmas de Gran Canaria han publicado un trabajo de investigación en el que estudian la influencia del modo de producción de los huevos en la ingesta diaria de contaminantes.

## Etiquetado y numeración
El huevo de gallinas camperas lleva impreso en la cáscara el número 1, según los distintos sistemas de cría de las gallinas ponedoras en las granjas de la Unión Europea y su identificación en el etiquetado del huevo. De esta forma se asegura que el huevo de gallinas camperas proviene de aves que tienen un gallinero donde se alojan y descansan y corrales en los que pueden correr. 
A ese número le siguen dos letras: son el código del Estado miembro donde se encuentra la granja en la que se ha producido y después una serie de dígitos que identifican la granja en cada Estado (varían en longitud y caracteres en cada país).